# Nikolai Fjodorowitsch Fjodorow

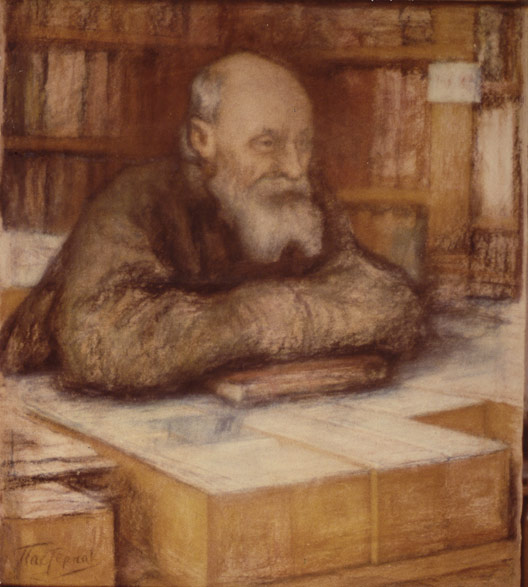
Leonid Pasternak: Nikolai Fjodorowitsch Fjodorow

Nikolai Fjodorowitsch Fjodorow (* 26. Maijul. / 7. Juni 1829greg. in Kljutschi im Gouvernement Tambow; † 15. Dezemberjul. / 28. Dezember 1903greg. in Moskau) war ein russischer Philosoph.
Fjodorow war uneheliches Kind der russischen Adeligen Elizaveta Ivanova und des Fürsten Pavel Gagarin. Aufgewachsen in Okna bei der Familie Gagarin, besuchte er von 1836 bis 1842 die Schule in Eack und anschließend bis 1849 das Gymnasium in Tambow. Von 1849 bis 1852 studierte er Verwaltungswissenschaft an der Richelieu-Hochschule in Odessa. Dort entwarf er bereits die Grundideen seiner „unsystematischen Philosophie“. Nach der Hochschule, die er ohne Abschluss verließ, arbeitete Fjodorow an mehreren Provinzschulen als Geschichtslehrer. 1868 zog er nach Moskau, wo er Privatunterricht gab und 1869 eine Anstellung als Hilfsbibliothekar in der Tschertkow-Bibliothek fand. 1874–1899 arbeitete er als Bibliothekar im Rumjanzew-Museum, wo er als erster einen systematischen Buchkatalog erstellte. Während seiner letzten Lebensjahre war er Bibliothekar im Lesesaal des Moskauer Archivs des Außenministeriums.
Fjodorows Philosophie, die unter anderem auch im Werk von Boris Pasternak zu spüren ist, verbindet christliche und philosophische Konzepte, unter anderem auch die Idee der Auferstehung des Körpers oder die Vorstellung eines Weltbewusstseins (Noosphäre).

## Werke
- Nikolaj Fedorov: Die Frage der Bruderschaft oder der Verwandtschaft, der Ursachen des unbrüderlichen und unverwandtschaftlichen, d. h. des unfriedlichen Weltzustandes und der Mittel zur Wiederherstellung der Verwandtschaft. Memorandum der Nichtgelehrten an die Gelehrten, die geistlichen und weltlichen, an die Gläubigen und Nichtgläubigen. In: Boris Groys, Michael Hagemeister (Hrsg.): Die Neue Menschheit. Biopolitische Utopien in Russland zu Beginn des 20. Jahrhunderts. Frankfurt am Main: Suhrkamp 2005 (stw 1763), S. 70–126.
- Nikolaj Fedorov: Das Museum, sein Sinn und seine Bestimmung. In: Ebd., S. 127–232.
- N. F. Fyodorov. The Philosophy of the Common Task. The texts on English.